# Falmouth (Massachusetts)
Falmouth és una població dels Estats Units a l'estat de Massachusetts. Segons el cens del 2000 tenia 32.660 habitants.

## Demografia
Segons el cens del 2000, Falmouth tenia 32.660 habitants, 13.859 habitatges, i 8.980 famílies. La densitat de població era de 285 habitants/km².
Dels 13.859 habitatges en un 24,2% hi vivien nens de menys de 18 anys, en un 52% hi vivien parelles casades, en un 10,1% dones solteres, i en un 35,2% no eren unitats familiars. En el 29,8% dels habitatges hi vivien persones soles el 14% de les quals corresponia a persones de 65 anys o més que vivien soles. El nombre mitjà de persones vivint en cada habitatge era de 2,3 i el nombre mitjà de persones que vivien en cada família era de 2,84.
Per edats la població es repartia de la següent manera: un 20,7% tenia menys de 18 anys, un 4,8% entre 18 i 24, un 24,5% entre 25 i 44, un 27,5% de 45 a 60 i un 22,5% 65 anys o més.
L'edat mediana era de 45 anys. Per cada 100 dones de 18 o més anys hi havia 83,9 homes.
La renda mediana per habitatge era de 48.191 $ i la renda mediana per família de 57.422$. Els homes tenien una renda mediana de 41.797 $ mentre que les dones 28.867$. La renda per capita de la població era de 27.548$. Entorn del 4,5% de les famílies i el 6,9% de la població estaven per davall del llindar de pobresa.